# Zavatilla
Zavatilla (лат.) — род ос-немок из подсемейства Mutillinae.

## Распространение
Встречаются от Восточной и Южной Азии: Китай, Непал, Вьетнам.

## Описание
Мелкие пушистые рыжевато-коричневые осы-немки (бескрылые самки около 10 мм, крылатые самцы до 15 мм), голова и брюшко в основном чёрные. Самцы рода Zavatilla отличаются от прочих ориентальных членов трибы Trogaspidiini с симметричными вальвами пениса (бывшая триба Petersenidiini) следующими признаками: скапус усика с одним вентральным килем, вольселла с паракусписом, флагелломеры короткие (флагелломер 1 имеет длину 1,0—1,2 × ширины), 2-й метасомальный стернит с короткой латеральной войлочной линией. Самки рода Zavatilla отличаются от прочих ориентальных членов трибы Trogaspidiini с проподеумом не шире, чем пронотум (бывшая триба Petersenidiini) следующими признаками: поперечный изогнутый киль наличника с двумя сублатеральными выступами, которые могут быть мельче или крупнее, чем базальный медианный выступ клипеуса; скутеллярная чешуйка широкая (0,64—0,72 × расстояния между скуттелярной чешуйкой и внутренним краем заднего дыхальца); пигидиальная пластинка широкая (0,6—0,7 × общей ширины 6-го метасомального тергита), латерально окаймлённая, тонко гранулированная или продольно бороздчатая в базальной части и в основном блестящая в апикальной части. У самцов 13-члениковые усики, у самок — 12-члениковые. Тело в густых волосках. Самка осы пробирается в чужое гнездо и откладывает яйца на личинок хозяина, которыми кормятся их собственные личинки.

## Систематика
4 вида. Относится к трибе Trogaspidiini. Род был впервые выделен и описан японским гименоптерологом Кадзухико Цунеки (Kazuhiko Tsuneki, Осакский университет, Япония) в качестве подрода в составе рода Smicromyrme Thomson, 1870. В 1996 года повышен в ранге до родового статуса. Типовой вид был впервые описан в 1913 году итальянским зоологом Эдоардо Дзаваттари (Edoardo Zavattari, 1883—1972) под первоначальным названием Mutilla gutrunae  Zavattari, 1913.
- Zavatilla flavotegulata (Chen, 1957)[4] — Китай: CE (Zhejiang, Jiangxi), SE (Fujian).
  - =Smicromyrme gutrunae flavotegulata  Chen, 1957
  - =Zavatilla gutrunae flavotegulata  (Chen, 1957)
- Zavatilla gutrunae  (Zavattari, 1913)[3] typus — Тайвань.
  - =Mutilla gutrunae  Zavattari, 1913
  - =Mutilla logei  Zavattari, 1913
- Zavatilla nepalensis  Zhou et Lelej, 2018 — Непал.
- Zavatilla xuzaifui  Zhou, Lelej et Williams, 2018 — Китай (Guangdong, Yunnan, Hainan), Вьетнам.